# Ле-Рей (тауншип, Миннесота)
Ле-Рей (англ. Le Ray) — тауншип в округе Блу-Эрт, Миннесота, США. На 2000 год его население составило 846 человек.

## География
По данным Бюро переписи населения США площадь тауншипа составляет 90,8 км², из которых 84,3 км² занимает суша, а 6,5 км² — вода (7,19 %).

## Демография
По данным переписи населения 2000 года здесь находились 846 человек, 295 домохозяйств и 235 семей.  Плотность населения —  10,0 чел./км².  На территории тауншипа расположено 335 построек со средней плотностью 4,0 построек на один квадратный километр. Расовый состав населения: 97,87 % белых, 1,06 % азиатов, 0,12 % — других рас США и 0,95 % приходится на две или более других рас. Испанцы или латиноамериканцы любой расы составляли 0,47 % от популяции тауншипа.
Из 295 домохозяйств в 40,3 % воспитывались дети до 18 лет, в 71,5 % проживали супружеские пары, в 3,7 % проживали незамужние женщины и в 20,3 % домохозяйств проживали несемейные люди. 14,9 % домохозяйств состояли из одного человека, при том 8,1 % из — одиноких пожилых людей старше 65 лет. Средний размер домохозяйства — 2,87, а семьи — 3,23 человека.
28,1 % населения младше 18 лет, 9,1 % в возрасте от 18 до 24 лет, 29,0 % от 25 до 44, 23,2 % от 45 до 64 и 10,6 % старше 65 лет. Средний возраст — 38 лет. На каждые 100 женщин приходилось 102,4 мужчин.  На каждые 100 женщин старше 18 приходилось 106,1 мужчин.
Средний годовой доход домохозяйства составлял 52 188 долларов, а средний годовой доход семьи —  57 639 долларов. Средний доход мужчин —  33 750  долларов, в то время как у женщин — 24 417. Доход на душу населения составил 19 848 долларов. За чертой бедности находились 2,2 % семей и 3,6 % всего населения тауншипа, из которых 13,2 % старше 65 лет.